# چوکیپاتا
چوکیپاتا (به اسپانیایی: Chuqipata) یک کوه در پرو است که در منطقه موکگوا واقع شده‌است. چوکیپاتا ۵٬۰۵۰ متر بالاتر از سطح دریا واقع شده‌است.